# Charles Shaughnessy
Charles George Patrick Shaughnessy, 5e baron Shaughnessy (Londen, 9 februari 1955) is een Engelse acteur. Hij is een zoon van Alfred "Freddy" Shaughnessy (19 mei 1916 - 2 november 2005), een scenarioschrijver die vooral bekend was door zijn werk voor Upstairs, Downstairs.
Charles Shaughnessy is in Amerika bekend geworden als Shane Donovan uit de Amerikaanse soapserie Days of our Lives, een rol die hij speelde van 1984 tot 1992. In Nederland en België is hij waarschijnlijk bekender door zijn rol als Maxwell Sheffield in Fran Dreschers komedieserie The Nanny (van 1993 tot 1999). 
Later speelde hij wederom samen met Fran Drescher in een nieuwe, minder succesvolle serie Living with Fran (2005-2006); als haar ex-man. 
In een aflevering van de televisieserie Hannah Montana speelde hij een jurylid.
Al tijdens zijn lagereschooltijd stond Shaughnessy op de planken. Toen hij rechten studeerde in Cambridge werd hij lid van studententoneel de Footlights. Na zijn afstuderen schreef hij zich in bij een toneelschool in Londen, hetgeen leidde tot een tournee met een repertoiregezelschap. Later volgde hij actrice Susan Fallender naar de Verenigde Staten. Het stel trouwde op 21 mei 1983 en heeft twee dochters.
- Bibliothèque nationale de France: cb14544969t (data)
- Gemeinsame Normdatei: 140567852
- International Standard Name Identifier: 0000 0003 8271 0972
- Library of Congress Control Number: no2006093807
- Virtual International Authority File: 266991111
- WorldCat: E39PBJpYrMBd8FVWvp69HWhGpP